# Дона Бейлі

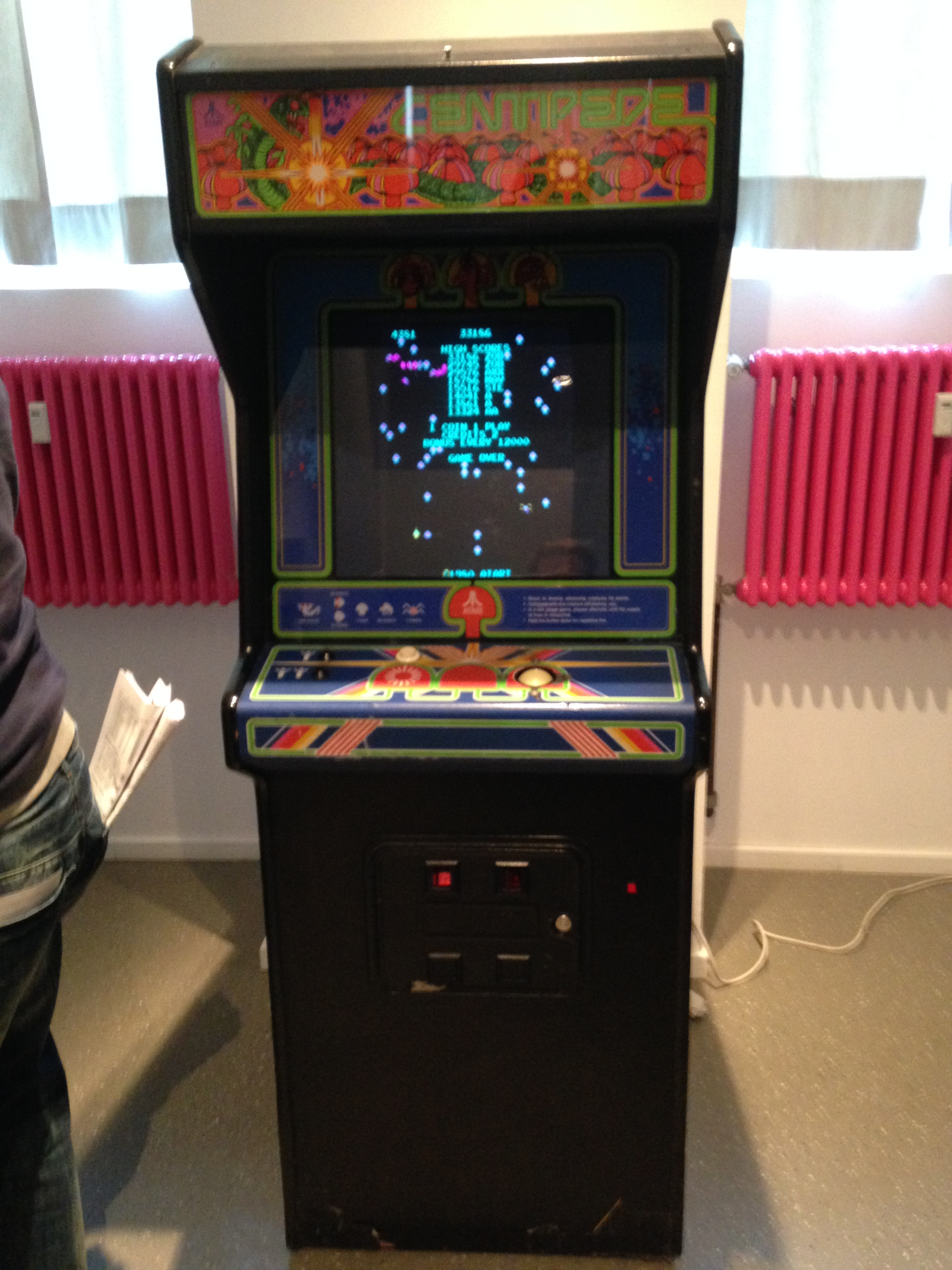
Дона Бейлі була співавторкою аркадної гри 1981 року Centipede

До́на Бе́йлі (нар. 1955) — американська програмістка відеоігор і викладачка. Бейлі разом з Едом Лоґґом 1981 року розробили аркадну відеогру Centipede компанії Atari, Inc..

## Ранні роки й освіта
Дона Бейлі народилася 1955 року в Літл-Року (Арканзас). Вона рано закінчила середню школу й у віці 16 років почала відвідувати Університет Арканзасу в Літл-Року. Вона прискорила свою освіту, відвідуючи заняття протягом цілого року, зокрема й улітку, і до 19 років здобула ступінь бакалавра психології з трьома додатковими курсами з англійської мови, математики та біології. Вона продовжила навчання, отримавши ступінь магістра математики.

## Кар'єра
Як молоду програмістку, 1978 року Бейлі прийняли на роботу в General Motors, де вона навчилася програмуванню мовою асемблера. Вона працювала там два роки над дисплеями та мікропроцесорними системами круїз-контролю. Вперше Бейлі познайомилася з відеоіграми, коли вона почула пісню «Space Invader» групи The Pretenders. Вона дізналася, що пісню створено під впливом аркадної відеогри Space Invaders. Відвідавши сусідній бар, де була ігрова кімната Space Invaders, Бейлі помітила, що дисплей відеогри нагадує дисплей, з яким вона працювала на Cadillac у GM. Пізніше вона дізналася, що Atari використовує у своїх іграх той самий мікропроцесор. Це надихнуло її залишити GM і переїхати до Саннівейла (Каліфорнія), з наміром працювати в Atari.

### Atari
1980 року Бейлі приєдналася в Atari до відділу ігрових автоматів, де була єдиною жінкою. В одному з інтерв'ю Бейлі згадала, що в Atari на той час був блокнот ідей для ігор. З приблизно 30 записів єдиним, у якому не було слова «лазер або смаження речей», був короткий опис жука, що згортається на екрані. Вона сказала: «Було б непогано застрелити жука». У команді з чотирьох осіб вона стала розробником програмного забезпечення та інженером програмного забезпечення проєкту Centipede. Ед Лоґґ, керівник Atari на той час, доручив Бейлі програмувати у Centipede. Лоґґ сказав, що він працював над дизайном гри, а Бейлі виконала «приблизно половину програмування». Згодом Centipede стала другою бестселерною грою Atari. Через популярність гри виробнича лінія Atari мусила працювати у дві зміни, щоб не відстати від попиту.
Centipede також була однією з перших монетних аркадних автоматів, яка мала значну кількість гравців серед жінок. Це було зроблено навмисно, оскільки Лоґґ і Бейлі розробили гру, щоб зацікавити широку аудиторію, а не лише чоловіків. Яскраві пастельні кольори гри та ігровий процес, заснований на трекболі, сподобались і чоловікам, і жінкам. Унікальну палітру кольорів Centipede приписують Бейлі. Тоді як більшість ігор використовували яскраві кольори, Бейлі вибрала для Centipede пастельну палітру, що сталося через щасливий випадок, коли технік гри вносив до гри виправлення. Бейлі сказала: 
|  | «Я спостерігала за змінами на екрані, коли він працював. Раптом звичайні основні кольори на екрані змінилися на гарячі та яскраві пастельні кольори, яких я ніколи раніше не бачила, і я схвально вигукнула і попросила нашого техніка зберегти ці кольори.Оригінальний текст (англ.) I was in front of the cabinet, watching the changes that were cycling through on the screen as he worked. Suddenly the regular primary colors on the screen changed to hot and vivid pastel colors I had never seen before, and I made a yip of approval and asked our technician to keep those colors. |

Після Centipede Бейлі працювала над грою під назвою Weather War, але оскільки процесори на той час були доволі обмеженими, вона не змогла реалізувати все, що хотіла. Бейлі покинула Atari до закінчення розробки гри.

### Після Atari
Бейлі залишила Atari 1982 року і пішла працювати у Videoa (пізніше перейменовану на Sente Technologies), яку заснували три колишніх співробітники Atari. Під час роботи у Videoa однією з ігор, над якою вона працювала, але так і не пройшла стадію прототипу, була «The Glass Bead Game», названа на честь однойменного роману Германа Гессе. Пізніше вона за контрактом із Activision працювала над грою для двох гравців із Полом Алленом Ньюеллом. 1985 року вона пішла з Activision і вирішила взагалі залишити індустрію відеоігор.
1997 року Бейлі повернулася до Арканзасу, щоб піклуватися про своїх старих батьків. У віці 48 років Бейлі отримала ще два ступені магістра: перший — магістра освіти з освітнього дизайну, а другий — з професійного та технічного письма. 2007 року вона була основним доповідачем на міжнародній конференції «Жінки в іграх» (англ. Women in Games International Conference).
2008 року Бейлі приєдналася до факультету риторики та письма в Університеті Арканзасу в Літл-Року, де викладала до виходу на пенсію. На додаток до занять з письма, Бейлі проводила заняття з мультимедійних технологій та 3DSMax.

### Подальші роки
У квітні 2013 року Дона Бейлі була запрошеною доповідачкою на Indie Tech Talk, серії лекцій, представлених Лабораторією ігрових інновацій (англ. Game Innovation Lab) Інженерної школи Тендон Нью-Йоркського університету. У вересні 2015 року вона була запрошеною доповідачкою у Венчурному центрі в Літл-Року, (Арканзас), на їхньому щомісячному технічному заході Code•IT!. У листопаді 2018 року Дона Бейлі була почесною запрошеною доповідачкою разом із Бонні Росс, Брендою Лорел, Меган Ґейзер, Емі Генніг, Сьюзан Джекель, Дженіфер Маклін, Шері Ґрейнер Рей та Вікторією Ван Вургіс на панелі «Жінки в іграх: надихайте!» (англ. Women in Games: Inspire!) в рамках першої щорічної виставки «Жінки в іграх» (англ. Women in Games) у The Strong National Museum of Play у Рочестері (Нью-Йорк). Панель відкривала виставку, яка відзначала внесок жінок у відеоігрову індустрію.
Станом на 2019 рік Бейлі написала сценарій під назвою «Саннівейл», заснований на її досвіді в Atari як програміста на Centipede, і намагалася його просунути. Вона також пише сценарії для інших сюжетних проєктів.

## Нагороди
2013 року Дона Бейлі отримала нагороду Women in Gaming Lifetime Achievement Award.